# Bradleya
Bradleya is een geslacht van kreeftachtigen uit de klasse van de Ostracoda (mosselkreeftjes).

## Soorten
- Bradleya albatrossia Benson, 1972
- Bradleya andamanae Benson, 1972
- Bradleya anomala Benson, 1982 †
- Bradleya antarctica Hartmann, 1989
- Bradleya approximata (Bosquet, 1852) Keij, 1957 †
- Bradleya arata (Brady, 1880) Hornibrook, 1952
- Bradleya argentinensis Bertels, 1975 †
- Bradleya atactopleura Al-Furaih, 1980 †
- Bradleya attilai Bertels, 1975 †
- Bradleya caeca Guernet, 1985 †
- Bradleya caudata Whatley, Downing, Kesler & Harlow, 1984
- Bradleya claudiae Jellinek & Swanson, 2003
- Bradleya clifdenensis Hornibrook, 1952
- Bradleya cupa Jellinek & Swanson, 2003
- Bradleya deltoides Hornibrook, 1952
- Bradleya dickbensoni McKenzie, Reyment & Reyment, 1991 †
- Bradleya dictyon (Brady, 1880) Hornibrook, 1952
- Bradleya dolabra Keen, 1972 †
- Bradleya dorsohirsuta (Marliere, 1958) Scheremeta, 1969 †
- Bradleya favosa (Haskins, 1972) Guernet, 1984 †
- Bradleya fenwicki Jellinek & Swanson, 2003
- Bradleya ganapatii Annapurna & Rama Sarma, 1981
- Bradleya gilli McKenzie, Reyment & Reyment, 1990
- Bradleya glabra Jellinek & Swanson, 2003
- Bradleya hemisculpta Scheremeta, 1969 †
- Bradleya japonica Benson, 1972
- Bradleya johnpicketti
- Bradleya johnsoni Benson in Benson & Peypouquet, 1983
- Bradleya kaasschierti Keij, 1957
- Bradleya kaesleri Ramos, Coimbra & Whatley, 2009
- Bradleya kaiata Hornibrook, 1953 †
- Bradleya kincaidiana (Chapman, 1926) Neil, 1974 †
- Bradleya labyrinthica Whatley, Downing, Kesler & Harlow, 1984
- Bradleya lactea (Brady, 1866) Hornibrook, 1952
- Bradleya lordhowensis Whatley, Downing, Kesler & Harlow, 1984
- Bradleya mckenziei Benson, 1972
- Bradleya mesembrina Mazzini, 2005
- Bradleya metamorphica Whatley, Downing, Kesler & Harlow, 1984
- Bradleya morningtonensis Mckenzie & Peypouquet, 1984 †
- Bradleya multicostata Ruan in Ruan & Hao (Yi-Chun), 1988
- Bradleya multireticulata Whatley, Downing, Kesler & Harlow, 1984
- Bradleya nanhaiensis Liu, 1981 †
- Bradleya nkalaguensis Neufville, 1973 †
- Bradleya normani (Brady, 1866) Benson, 1972
- Bradleya nuda Benson, 1972
- Bradleya opima Swanson, 1979
- Bradleya ossa Whatley, Downing, Kesler & Harlow, 1984
- Bradleya ovata Hu, 1981 †
- Bradleya paranuda Benson, 1972
- Bradleya patagonica Bertels, 1975 †
- Bradleya pelasgica Whatley, Downing, Kesler & Harlow, 1984
- Bradleya pelotensis Sanguinetti, Ornellas & Coimbra, 1992 †
- Bradleya pennata (LeRoy, 1943) Benson, 1959
- Bradleya perforata Jellinek & Swanson, 2003
- Bradleya pitalia (Hu, 1981)
- Bradleya praemckenziei Whatley & Downing, 1984 †
- Bradleya proarata Hornibrook, 1952
- Bradleya pseudodictyon Whatley, Downing, Kesler & Harlow, 1984
- Bradleya pseudonormani Ramos, Coimbra & Whatley, 2009
- Bradleya pygmaea Whatley, Downing, Kesler & Harlow, 1984
- Bradleya queenslandia Whatley, Downing, Kesler & Harlow, 1984
- Bradleya rectangulata Yassini & Jones, 1987
- Bradleya regularis McKenzie, Reyment & Reyment, 1991 †
- Bradleya reticlava Hornibrook, 1952
- Bradleya rheingantzi Sanguinetti, 1979 †
- Bradleya rostrata Pietrzeniuk, 1965 †
- Bradleya saxolensis Russo, 1966 †
- Bradleya saxonica (Lienenklaus, 1900) Moos, 1968 †
- Bradleya sehouensis Apostolescu, 1961 †
- Bradleya semiarata Hornibrook, 1952
- Bradleya sendaiensis Ishizaki, 1966 †
- Bradleya silentium Jellinek & Swanson, 2003
- Bradleya solida Whatley, Downing, Kesler & Harlow, 1984
- Bradleya subornatella (Deroo, 1966) Scheremeta, 1969 †
- Bradleya sweeti (Chapman, 1910) Benson, 1965
- Bradleya teiskotensis Apostolescu, 1961 †
- Bradleya telisaensis (Leroy, 1939) Benson, 1972 †
- Bradleya tessalitensis (Apostolescu, 1961) Foster, Swain & Petters, 1983 †
- Bradleya thierensiana (Bosquet, 1852) Apostolescu, 1964 †
- Bradleya thiliensis (Apostolescu, 1957) Ducasse, Guernet & Tambareau, 1985 †
- Bradleya thiliensis Apostolescu, 1957 †
- Bradleya thomasi Steineck & Yozzo, 1988
- Bradleya tongaensis Hazel & Holden, 1971 †
- Bradleya validornata Pietrzeniuk, 1969 †